# 丹桂酒
丹桂酒是廣東佛山出产的一种白酒。丹桂酒以糖、花旗参、桂圆和当地西樵山出产的丹桂花瓣，入35度左右的米酒浸制而成，一般至少需一年之后方可开坛，但五年以上为佳，越久越好。丹桂酒虽为地方名产，但因传统工艺复杂序繁琐，如今酿制已经不多。